# Live: The Empire
Live: The Empire è un album dal vivo del musicista britannico Pete Townshend, pubblicato nel 2000.

## Tracce

### Disco 1
1. On the Road Again
2. A Little Is Enough
3. Pinball Wizard
4. Drowned
5. Anyway, Anyhow, Anywhere
6. You Better You Bet
7. Behind Blue Eyes
8. Baby Don't You Do It
9. English Boy
10. Mary Anne with the Shaky Hand
11. Sheraton Gibson
12. Substitute
13. I Am an Animal
14. North Country Girl

### Disco 2
1. (She's A) Sensation
2. A Friend Is a Friend
3. Now and Then
4. Let My Love Open the Door
5. Who Are You
6. The Kids Are Alright
7. Acid Queen
8. Won't Get Fooled Again
9. Magic Bus
10. I'm One